# Stefanie Klaunig
Stefanie Klaunig (* 8. März 1991 in Berlin als Stefanie Schriever) ist eine deutsche Handballspielerin, die in der Bundesliga aktiv war.

## Karriere
Stefanie Klaunig spielte zwischen 1995 und 2004 neun Jahre lang in der Jugendabteilung des HTV Sundwig-Westig in ihrer Heimatstadt Hemer. 2004 erreichte sie mit ihrer C-Jugend-Mannschaft einen ersten Erfolg und gewann die Südwestfalenmeisterschaft. Beim Sauerland-Cup wurde die Rückraumspielerin im gleichen Jahr von Scouts des Frankfurter HC entdeckt, für deren Jugendmannschaften sie bis 2010 spielte. In dieser Zeit nahm sie wiederholt an Länderspielen der Nachwuchs-Nationalteams sowie am Training der Bundesliga-Mannschaft des FHC teil. Mit der Reserve gelang ihr 2010 der Aufstieg in die dritte Liga.
Danach wechselte sie zum Zweitligisten TuS Weibern, wo sie als eine von drei Spielerinnen ein Zweitspielrecht für die Bundesliga-Damen von Bayer 04 Leverkusen erhielt. In einigen Vorbereitungsspielen erhielt sie erste Einsatzzeiten bei den Elfen. Nachdem sie ab 2011 für den 1. FC Köln auflief, wechselte sie 2013 zur TSG Ober-Eschbach. Neben der Sportkarriere studierte Stefanie Klaunig an der Sporthochschule Köln Sportmanagement und -kommunikation. Von 2014 bis 2017 spielte sie in der zweiten Mannschaft der HSG Blomberg-Lippe, war parallel Co-Trainerin des Teams und außerdem in der Geschäftsstelle mit Marketingaufgaben betraut. Zwischen 2017 und 2019 bildete sie zusammen mit Torben Kietsch eine Doppelspitze in der Geschäftsführung und verantwortet die Bereiche Organisation und Marketing. 2018 absolvierte sie den European Handballmanager an der Sporthochschule Köln in Kooperation mit der Europäischen Handballföderation.
Im Oktober 2020 gab Klaunig ihr Comeback beim Drittliga-Aufsteiger HSG Mönkeberg-Schönkirchen. Zunächst war sie parallel als Bildungsreferentin der Sportjugend Schleswig-Holstein in Kiel aktiv. Seit 2022 ist sie Marketingleiterin beim THW Kiel.

## Sonstiges
Seit 2017 ist sie mit der Handballspielerin Gisa Klaunig verheiratet.